# Tilga (Hiiumaa)
Koordinaten: 58° 43′ N, 22° 37′ O
Tilga ist ein Dorf (estnisch küla) in der Landgemeinde Hiiumaa (bis 2017: Landgemeinde Emmaste). Es liegt auf der zweitgrößten estnischen Insel Hiiumaa (deutsch Dagö).
Tilga hat 34 Einwohner (Stand 31. Dezember 2011). Der Ort liegt sechs Kilometer nordöstlich des Dorfes Emmaste.

## Landschaftsschutzgebiet Tilga
1998 wurde das Landschaftsschutzgebiet Tilga (Tilga maastikukaitseala) ins Leben gerufen. Es umfasst eine Fläche von 39,7 Hektar.
Das Gebiet dient dem Schutz des Kiefernbestands und seltener Pflanzenarten. Dort wachsen unter anderem wilde Orchideen, Rotes Waldvöglein, Kriechendes Netzblatt und Vogel-Nestwurz.